# Бейбарс
Бейбарс I Бандукдар, аль-Малік аз-Загір Рукн ад-Дін Бейбарс аль-Бундукдарі ас-Саліх (араб. الملك الظاهر ركن الدين بيبرس البندقداري), Бейбарс Абуль-Футух (1223 або ж 1225 — 1 липня 1277, Дамаск) — мусульманський полководець і політичний діяч, султан Єгипту з династії Бахрітів. Найбільш значні успіхи у відбитті агресії Держави Хулагуїдів і хрестоносців Заходу були досягнуті при султані Бейбарсі, видатному полководці Близького Сходу, який отримав у народі, прізвисько Абуль-Футух (أبو الفتوح‎), тобто «Батько перемог». Також відомий як Бейбарс І.

## Життєпис

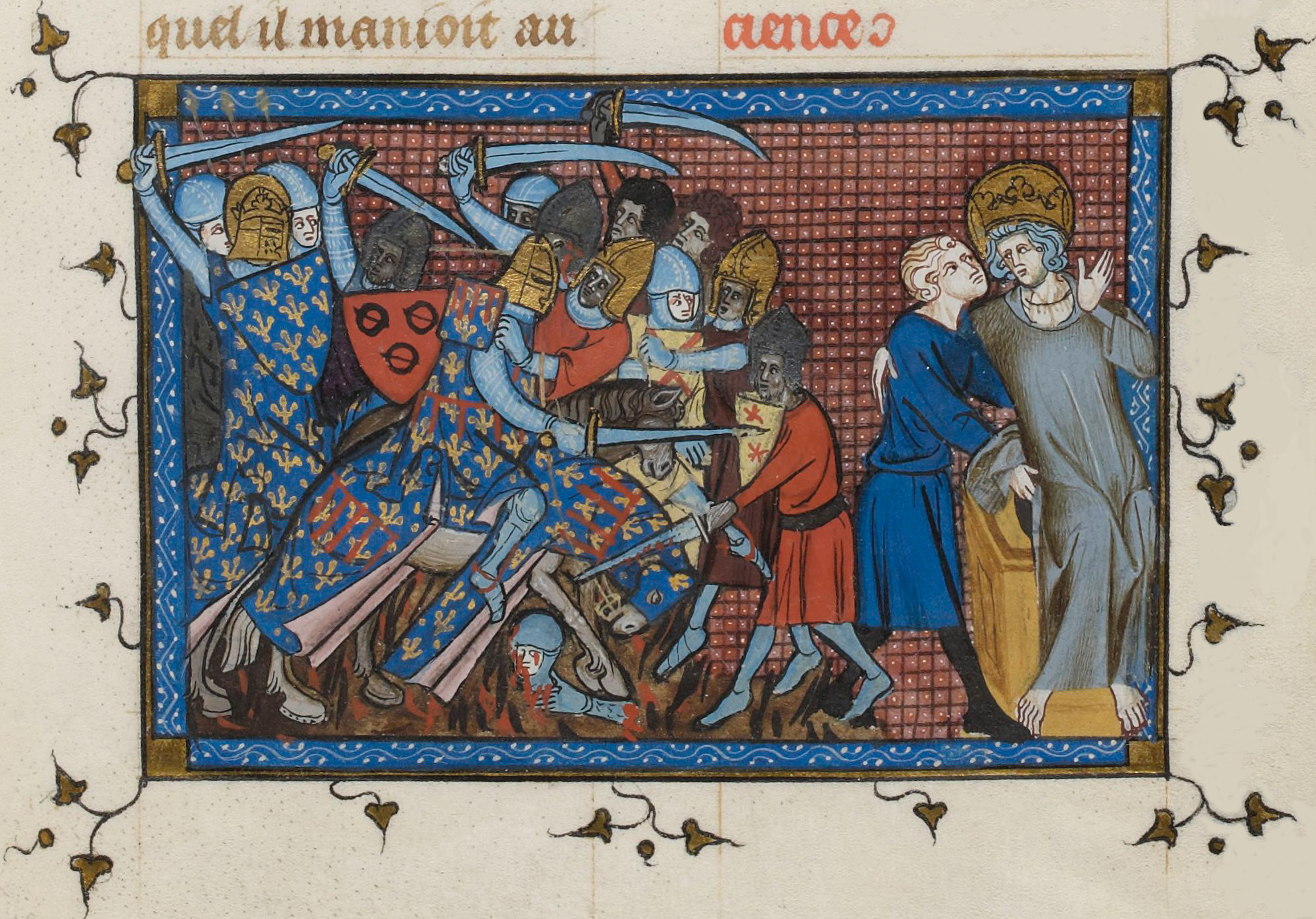
Битва під Мансурою. Французька мініатюра XIV ст.

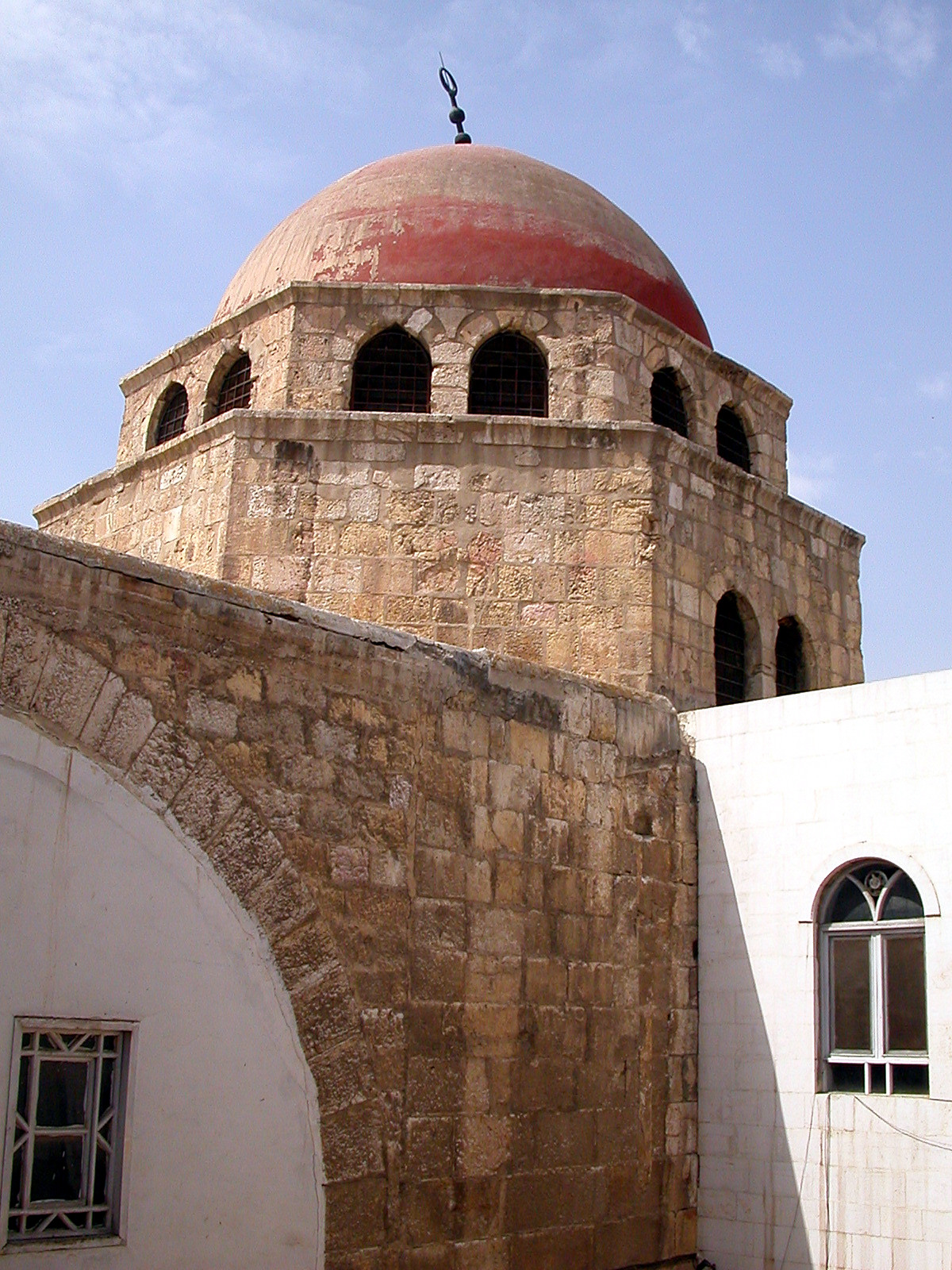
Бібліотека Загірія в Дамаску, в який був похований Бейбарс

### Походження
Повне ім'я: аль-Малик аз-Захір Рукн ад-дунія ва-д-дін Бейбарс аль-Бундукдарі ас-Саліх. 
За загальноприйнятою версією, половець Бейбарс народився в Дешт-і-Кіпчаку (Половецьке поле), між річками Еділь (Волга) та Яік (Урал). 
Єгипетський історик XIV століття аль-Айні у своїй праці «Ікд аль-джуман фі тарих ахль аз-азман» («Перлинне намисто про мешканців часу») повідомляє: «Байбарс ібн Абдулла, за походженням кипчак». 
У Криму поширена думка, що батьківщиною султана були кримські степи. Принаймні відомо, що, ставши султаном, Бейбарс посилав багаті подарунки до кримського міста Солхат, де на його замовлення була побудована мечеть. Руїни цієї найстарішої в Криму мечеті, що з давніх-давен називалася мечеттю Бейбарса, збереглися в м.Старий Крим донині. Місцева легенда свідчить, що таким чином султан увічнив пам'ять про себе на своїй батьківщині. 

### Мамлюк
1241 року його родичі намагалися втекти від монголів до Анатолії. Але там Бейбарс був захоплений та проданий у рабство за 800 дирхемів дамаському купцю аль-Імад ад-Даїгу. Помітивши на оці раба більмо, купець розірвав угоду, проте згодом його купив купив єгипетський торговець, що постачав невільників для гвардії аюбідського султана ас-Саліха.

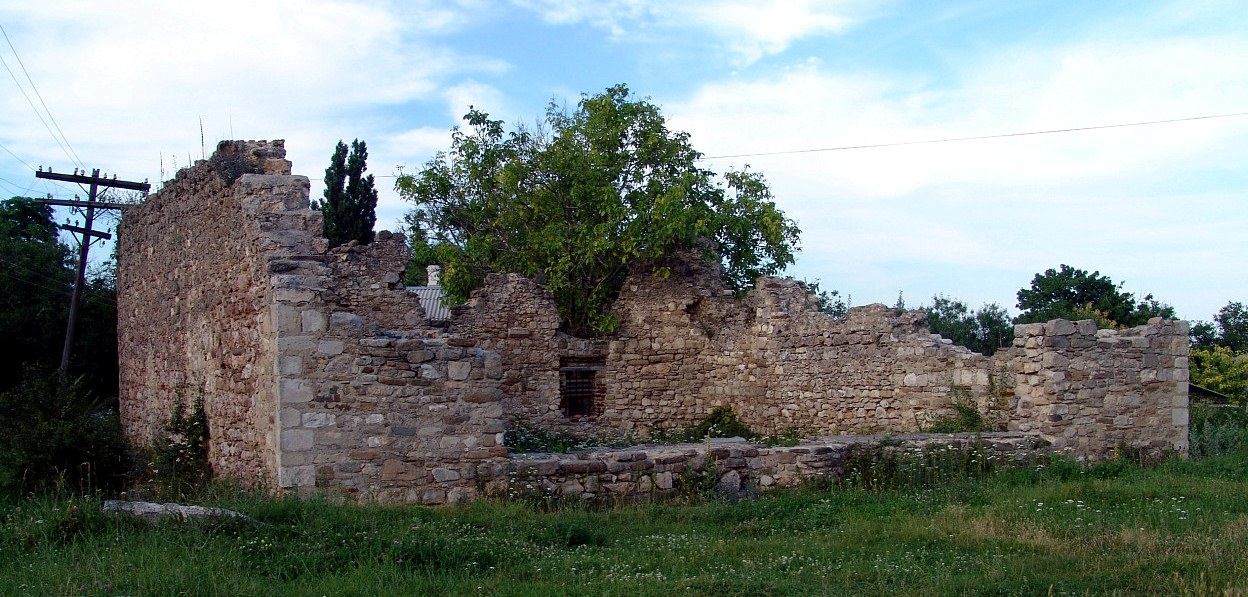
Руїни мечеті Бейбарса в Солхаті

Отримавши освіту у «школі» мамелюків, Бейбарс швидко відзначився як талановитий вояк і вправний керівник. У 1249 та 1250 роках здобув перемоги над хрестоносцями біля Мансури та Фаріскура.

### Битва при Айн-Джалуті
1250 року взяв участь у змові проти останнього аюбідського султана Туран-шаха (за переказами саме удар Бейбарса був для володаря фатальним), але не знайшов спільної мови з першими мамлюцькими султанами Айбеком і Кутузом, тому за їхнього правління перебував здебільшого у Сирії. Проте саме Бейбарс очолив війська, спрямовані проти монголів, і у вересні 1260 року розгромив їх біля Айн-Джалута. Мав прізвище «Бандукдар», оскільки мав у своїй армії полк озброєний бандуками - вогнепальною зброєю.

### Султан Єгипту
Незадоволений тим, що його внесок у перемогу не оцінили належним чином, у жовтні 1260 року усунув від влади Кутуза, а в листопаді сам був оголошений султаном. Остерігаючись змов, спирався на загін гвардійців саліхія, проте згодом створив нову гвардію, що отримала ім'я Загірія. 1268 року зміг підкорити Мекку і Хіджаз, змусивши шаріфів Ідріса і Абу Нумая I визнати свою зверхність та зобов'язатися сплачувати щорічну данину в 20 тис. срібних дірхемів. Того року Бейбарс здійснив хадж і був задоволений їхнім правлінням.
Відзначився будівництвом мечетей, медресе, бібліотек і шпиталів. Дбав про єгипетське сільське господарство і торгівлю, особливу увагу приділяв оновленню зрошувальної системи долини Нілу. Під час голоду роздавав незаможним зерно із державних сховищ.
Надавав допомогу мусульманам і на власній батьківщині — у Криму. У Солхаті коштом Бейбарса була збудована мечеть.
У Сирії послідовно відвоював міста і фортеці в монголів, хрестоносців та їхніх союзників. Здобув Алеппо, Кесарію, Яффу, Хайфу і Тір. У 1268 році захопив штурмом і майже повністю спалив Антіохію. У 1271 році здобув перемогу над асасинами. Підпорядкував Єгипту узбережжя Червоного моря, Хіджаз і Ємен.

### Останні роки правління. Смерть
1273 року, перетнувши Євфрат, здобув нову перемогу над монголами, 1276 — воював у Судані. Вчергове розгромивши монголів під Ельбістаном в Анатолії, 1277 року проголосив себе султаном Руму, проте був змушений відступити до Сирії, де невдовзі раптово помер, випивши отруйного кумису.